# Ruta Estatal de Nevada 293
La Ruta Estatal de Nevada 293, y abreviada SR 293 (en inglés: Nevada State Route 293) es una carretera estatal estadounidense ubicada en el estado de Nevada. La carretera inicia en el Oeste desde la Kings River Valley hacia el Este en la US 95     en Orovada. La carretera tiene una longitud de 38,6 km (23.989 mi).

## Mantenimiento
Al igual que las autopistas interestatales, y las rutas federales y el resto de carreteras estatales, la Ruta Estatal de Nevada 293 es administrada y mantenida por el Departamento de Transporte de Nevada por sus siglas en inglés Nevada DOT.